# Eilandje (Antwerpen)
Het Eilandje is een gebied in het noorden van de Belgische stad Antwerpen. Het kreeg zijn naam in 1869 doordat het omsloten werd door de Schelde, Kattendijksluis, Kattendijkdok, Verbindingsdok, Willemdok, Bonapartedok en Bonapartesluis van de oude haven. Het Eilandje en de zeekanaalvlieten, Brouwersvliet, Timmervliet en Middelvliet, werden onder de naam Nieuwstad uitgebouwd door de grondspeculant en stedenbouwkundige Gilbert van Schoonbeke (1519-1556). Eerst later in 1869 werd het Eilandje geheel omsloten als een "eilandje", door de omliggende dokken.

## Toponymie
Door de aanleg van het Verbindingsdok kwam de woonwijk aan de Amsterdamstraat en Rijnkaai tussen het Willemdok, Bonapartedok, Bonapartesluis, Schelde, Kattendijksluis, Sasdok, Kattendijkdok en het in 1869 gegraven Verbindingsdok op een eiland te liggen, zodat er al snel van het Eilandje gesproken werd. De soms gegeven uitleg dat er voor het verkleinwoord Eilandje gekozen is omdat 't Eiland in het Antwerpse dialect klinkt als Thailand, is weinig waarschijnlijk, aangezien er al in de 19de eeuw sprake was van 't Eilandje, terwijl Thailand tot 1939 Siam heette.
Later breidde die naam zich onder invloed van de immobiliënkantoren uit over de later ontstane eilanden (Droogdokkeneiland en Mexico-eiland) en schiereilanden (onder andere de Cadixwijk) in het oude havengebied ten zuiden van de as Royerssluis-Albertkanaal. Voor 1869 heette het hier Nieuwstad en Boerenkwartier. Ook andere delen van de voormalige door Van Schoonbeke gebouwde Nieuwstad ten noorden van de Brouwersvliet werden later door de immobiliënhandel als onderdeel van het Eilandje verkocht.

## Geschiedenis
In de middeleeuwen was ten noorden van Antwerpen, voorbij de vestingwallen van het latere Brouwersvliet, één groot gebied van kleine vlieten, grachten, sloten en zompig moerasgebied. Er liepen verhoogde dijken en dammen (Dambruggestraat) naar de randdorpen Dambrugge, Dam, Borgerhout, Stuivenberg, Merksem (Ferdinandusdijk(straat) en Deurne. Al deze gehuchten en dorpen lagen buiten de vestingsmuren van Antwerpen. De huidige leien (Italiëlei, Frankrijklei, Britse Lei en Amerikalei waren vestingmuren en omrand met verdedigingsgrachten.

In de Spaanse Periode (16e eeuw) werden ze versterkt en uitgebreid met forten en vestingen rondom en verder dan de stad. Antwerpen kreeg een grote gordel van forten, namelijk die van Merksem, Lillo, Kallo, Mortsel, Borsbeek, Deurne, Het Kiel, Berchem, enzovoort.
Nog tot in de 7e eeuw liep de Schelde oostelijker door tot Merksem en Deurne, totdat begin 8e eeuw de Scheldebedding zich voorgoed verlegde tot de huidige ligging, zodat Merksem en Deurne kilometers van de stroom kwamen te liggen. De Schelde liep daarvoor waar nu ongeveer de Antwerpse ring R1 loopt.
De moerasgebieden ten noorden van Antwerpen waren nog de overblijfselen van de vroegere Scheldebedding. In feite heeft dit gebied tot heden, altijd met water te maken gehad. De middeleeuwse zeilvrachtschepen zoals de kraak en de kogge moesten afmeren aan de houten Scheldekaden tussen de vlieten waarvan Antwerpen er veel had die in de stroom uitkwamen. Aangekomen vrachtschepen moesten soms wekenlang voor anker blijven liggen op de rede, en wachten totdat de andere schepen gelost of geladen waren. In de vlieten konden deze zeezeilschepen niet binnenkomen, daar ze gevaar liepen droog te vallen bij laagtij. Voor de kleinere zeilvrachtschepen was dat niet zo erg.
Op oude schilderijen en oude archieffoto's ziet men de vrachtschepen op het droge liggen in de vlieten. Deze zeilschepen waren meestal platbodems.
Met het droogvallen van de vlieten kwam er een sterke reukhinder van modder en afvalrommel die de omwonenden erin loosden. Sanitaire afval, slachtafval en andere rommel, lagen in de drooggevallen vlieten bij eb te gisten en te stinken.
Met de rechttrekking van de Scheldekaaien in de 19e eeuw, dempte men alle vlieten in de binnenstad. De Brouwersvliet was een van de laatste vlieten die werd gedempt in 1931 voor de geplande Waaslandtunnel.

### Gouden Eeuw
In de periode van 1490 tot 1585, ook wel de 'Gouden Eeuw' genoemd, bereikte Antwerpen een overheersende periode in de Nederlanden, als centrum van de wereldeconomie. Antwerpen en de voorhavens (Bergen op Zoom, Sluis en vooral de Walcherse havens Arnemuiden, Middelburg, Veere en Vlissingen) hadden een scheepvaartverkeer dat vier keer dat van Londen overtrof.
Het verkeer had zelfs twaalfmaal de omvang van de Spaanse Armada die jaarlijks de Spaanse koloniën van Zuid-Amerika verliet om in Sevilla aan te lopen.
Antwerpen kon door deze ontwikkeling met zijn middeleeuwse haventjes niet langer voldoen aan het toenemende scheepsverkeer. Wel was de havencapaciteit langs de Schelde reeds vergroot door de bouw van nieuwe steigers en kaden. Een zogenaamde Berderenwerf bestemd voor houttransport was gebouwd ter hoogte van de huidige Orteliuskaai, iets ten zuiden van de huidige Brouwersvliet, destijds een stadsomwalling met vestinggracht.
Ten zuiden van de Sint-Jansvliet zorgden een Hooikaai en een tweede houtwerf, de Nieuwe Berderenwerf (1549), voor nieuwe mogelijkheden.
In 1555 was daar een klein hijstoestel geplaatst dat Rood Kraantje werd genoemd. Toch kon dit alles niet voldoen aan de roep naar meer ankerplaatsen: schepen moesten soms zes weken wachten om te worden geladen of gelost. Een krachtige ingreep was meer dan noodzakelijk.
Plannen om een heus dok te graven buiten de stadsmuren werden om financiële redenen afgevoerd. Een gewiekste grondspeculant en stedenbouwkundige, bood echter een oplossing.

### Gilbert van Schoonbeke

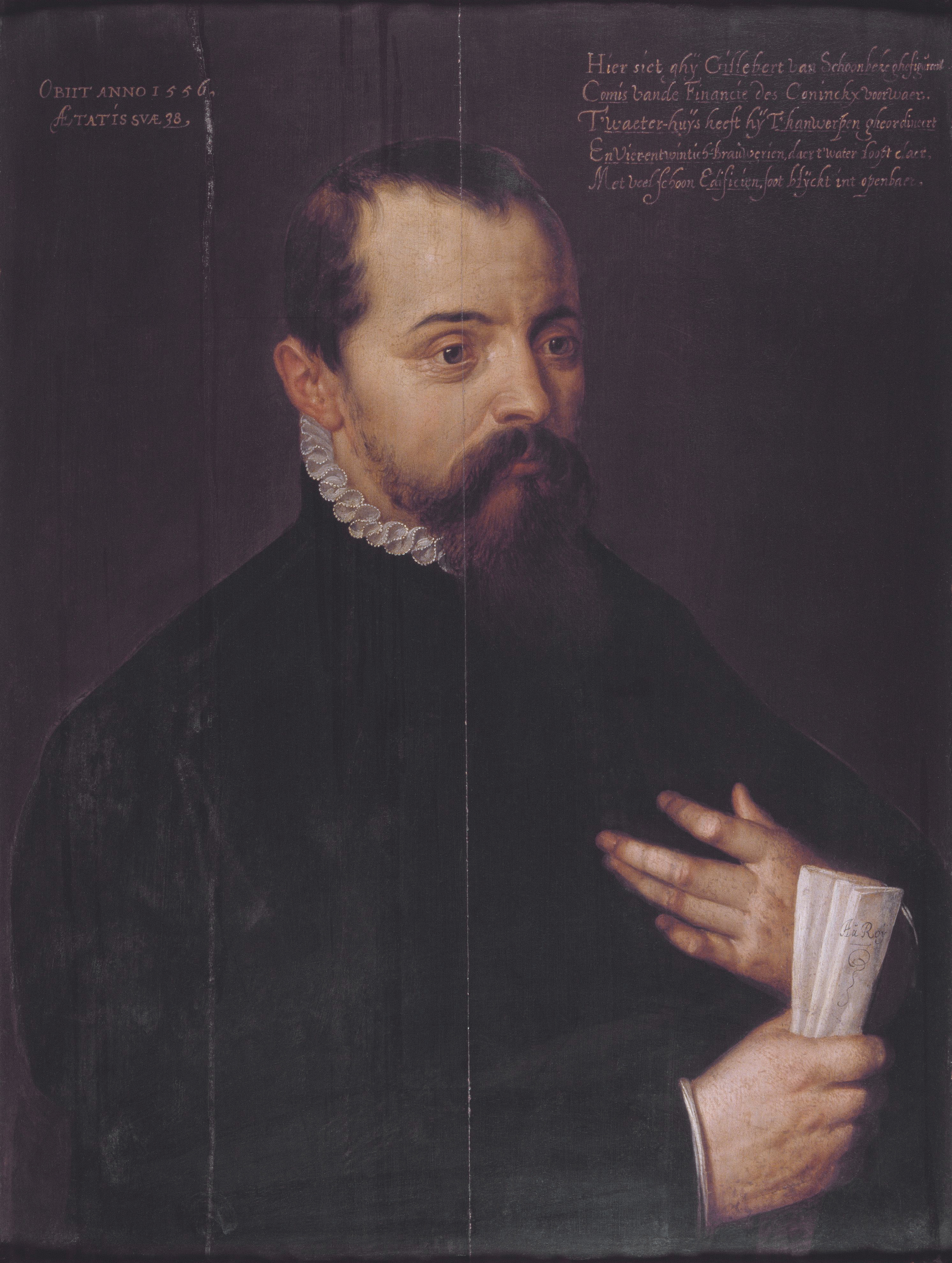
Gilbert van Schoonbeeke

Deze Gilbert van Schoonbeke (1519-1556) stelde voor de toename van bevolking en scheepsverkeer op te vangen door een zompig gebied van 25 ha ten noorden van de stad binnen de muren te brengen.
Ter plekke moest een woonwijk, de Nieuwstad, worden gebouwd en vier binnenhavens. Drie werden er uitgevoerd; voor de meest zuidelijke, de Brouwersvliet, werd de oude stadswal gebruikt, volgens de vroeger gebruikte methode van ombouw van vestingwater tot binnenhaven.
Maar de andere twee, de Timmervliet en Middelvliet, waren de eerste aanlegplaatsen van de Antwerpse haven speciaal aangelegd om schepen te ontvangen. Dit woon- en havengebied staat nu bekend als het Eilandje.

Vooral de Middelvliet was Antwerps trots: grote karvelen en galjoenen tot 200 ton en zelfs meer konden er moeiteloos binnenvaren.
Dit alles werd in goede banen geleid door de kaaimeesters die ook aan de stadsvlieten toezicht hielden op het scheepvaartverkeer.
Aan zijn oever werd omstreeks 1560 het indrukwekkende Oostershuis opgetrokken. Het diende als zetel van de Duitse Hanze, een koopliedenvereniging en stedenbond.
Vooral Amsterdamse schepen, bevracht met graan van de Oostzeelanden, liepen er binnen. Hierdoor werd deze binnenhaven ook Graanvliet, Korenvliet of Oostersevliet genoemd. De Spaanse soldenier Christoval de Andrade leverde in 1611 het volgende ooggetuigenverslag: "Gans het deel dat men Nieuwstad heet is verdeeld door grote kanalen die heel handig zijn aangebracht in het midden der straten. Er zijn talrijke houten ophaalbruggen die men kan halen en neerlaten voor de bediening der kanalen."
In tegenstelling met de oude binnenhaven waren deze van de Nieuwstad door sas- en sluisdeuren van de Schelde afgesloten.
Antwerpen werd een dokhaven en zou dat voortaan blijven.

## Naamgeving

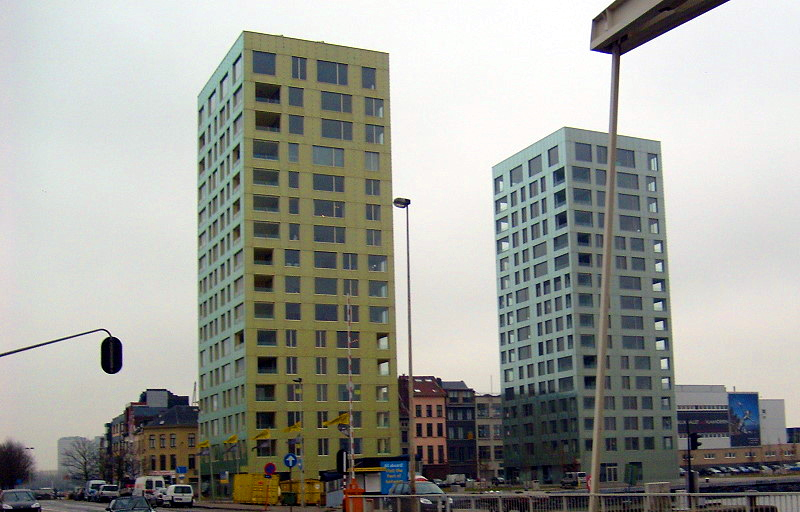
Woontorens op het Eilandje.

Het huidige Eilandje heette vroeger de Nieuwstad en begon vanaf de Brouwersvliet, die samen met de Timmervliet en Middelvliet de eerste binnendokken vormden.
Daartussen en aan de rand waren er nieuwe woonwijken gekomen waarvan de bewoners handeldreven en aan deze vlietdokken werkten.
Nog ten noorden van de derde vliet, de Middelvliet - die het zeekanaalvliet was - waren nog woonwijken (dit waren nog werkmanshuisjes, keten en hutjes, voor de arbeidersgezinnen) maar verder waren er alleen maar beken, sloten, dijken, die verder liepen door de moerasgebieden, naar de dorpen Oosterweel, Oorderen, Wilmarsdonk, Merksem, Ekeren, Dam en Dambrugge, zuidelijk.

Met het graven van het Bonapartedok en Willemdok verdwenen de vlieten - of eigenlijk werden ze verbreed. De kadegrond waar het Oostershuis stond, liep evenwijdig vanaf de Schelde naar de leien, met daartussen gemalen, sashuisjes om het vlietwaterpeil te regelen.
Toen in 1869 het Verbindingsdok gegraven werd, kwam het stuk land tussen de Schelde, het Kattendijkdok en het Bonapartedok op een eiland te liggen. Tegenwoordig bedoelt men met het Eilandje een ruimere zone, die begint ten noorden van het Bonaparte- en Willemsdok. Ten westen ligt de Schelde, ten oosten eindigt het Eilandje aan de Entrepotkaai. Ten noorden eindigt bij de as Royerssluis-Albertkanaal. In ruime zin worden het Kempisch dok en het Asiadok en de zone tussen de Brouwersvliet en de oude dokken ook tot het Eilandje gerekend.
Daartussen liggen verscheidene straten met hangaars, concessies en woonhuizen. Enkele technische scholen zoals het Technicum-Londenstraat en het SISA-Cadixstraat en de imposante douanekantoren (tussen de Kattendijkdok-Oostkaai, Napelsstraat, Cadixstraat en August Michielsstraat) liggen in deze woonwijken van het Eilandje. Ook het nieuwe en imposante rusthuis met serviceflats "De Gouden Anker", ligt aan de Binnenvaartstraat, bij het Kempisch dok dat een jachthaven werd.

## Vernieuwd Eilandje
Vroeger was het een bijna verloederde buurt, een vergeten uithoek van Antwerpen. In de jaren tachtig werden bewoonde zones van het eilandje nog ingekleurd als herwaarderingsgebied. En waren er initiatieven om de oorspronkelijke bewoners via overheidssubsidies toe te laten hun verkommerde patrimonium te renoveren. Dit heeft de verdere neergang van het gebied niet kunnen tegenhouden. Vanaf een bepaald moment groeide de interesse van ontwikkelaars en investeerders. Geleidelijk zorgde dit voor een kentering maar dit betekende ook de definitieve stap naar het gentrificatieproces van dit stadsdeel.

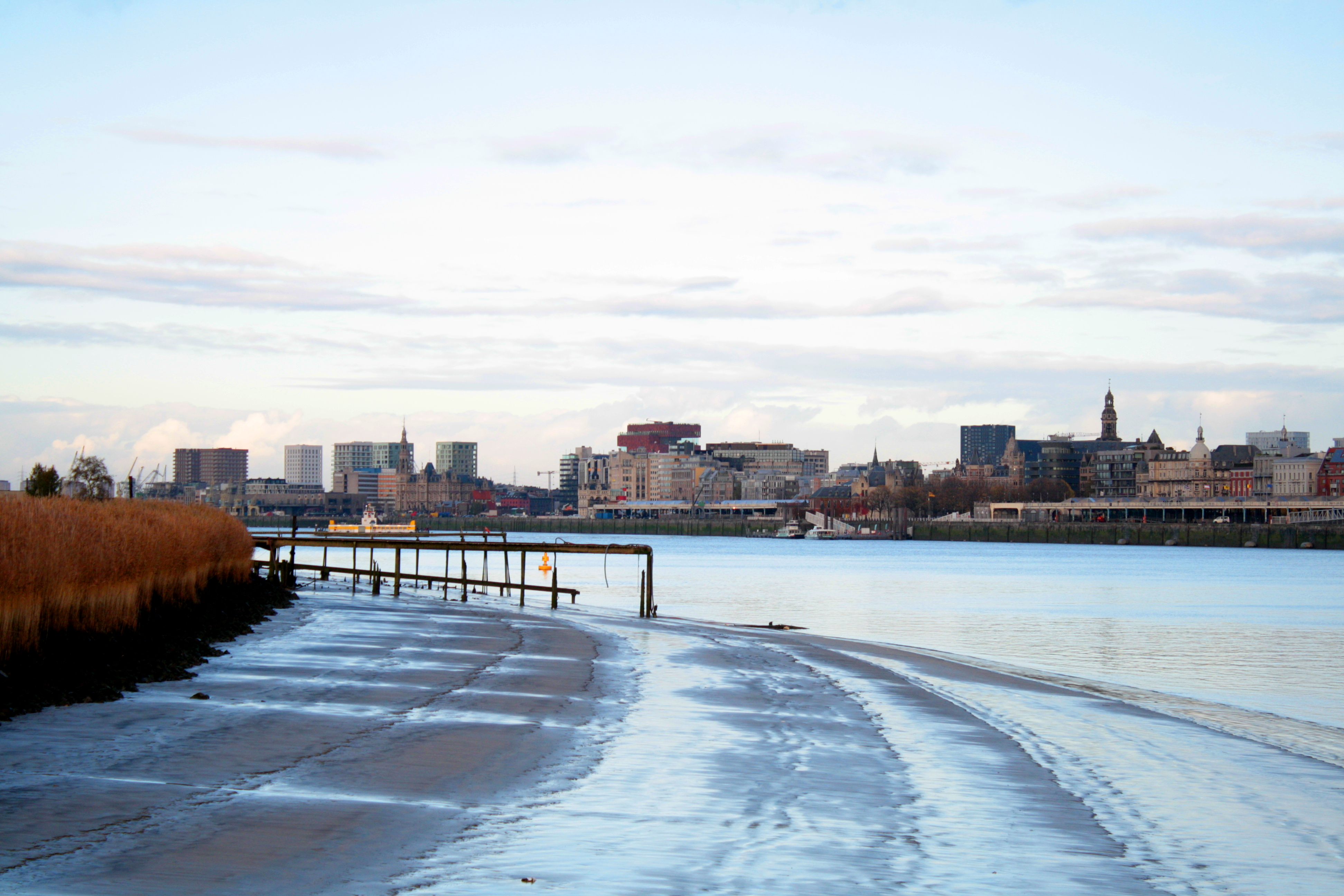
De skyline van Het Eilandje in Antwerpen (postcode 2000) getrokken vanaf Linkeroever (postcode 2050) op 11 november 2017.

Het gebied is sterk opgewaardeerd en de stedelingen hebben het pittoreske gebied, met zijn oude historische dokken leren kennen en waarderen. Het Eilandje werd herontdekt door de stedelingen en het stadsbestuur om, zoals met het voorbeeld van de oude havenbuurt in Liverpool en Plymouth in het Verenigd Koninkrijk, deze wijk te renoveren en op te waarderen tot een voorname en toeristisch gerichte havenwijk met jachthaven en accommodaties.

Eerder was het er als gezellig te typeren met zijn uitgangsbuurt. Vele cafeetjes en de dancings, de "Washington", "Big-Ben", "Savannah", "Doremi" en "Atlantic" waren dé uitgaansbuurten in het havenkwartier. De "Washington" en "Doremi" zijn afgebroken voor moderne flatgebouwen, de "Savannah" werd een restaurant. Anderzijds zijn de cafeetjes aan de Napoleonskaai blijvend drukbezocht, niet alleen door schippergezinnen maar door mensen van de binnenstad.
Eerder brachten met de vele lichters die in de dokken lagen een eigen sfeer. De afgebroken hangaars en de toenmalige Entrepot lagen er soms somber bij, maar het uitgaansleven bruiste in alle hevigheid in deze havenbuurt.
Bij de heraanleg van het Eilandje rondom de dokken, werden de straten versmald, maar de voetpaden verbreed en opnieuw aangelegd. Daarvan profiteren de cafés en tavernen om in de zomer hun brede terrassen uit te stallen. Het oude Entrepot werd afgebroken en staan er nu grote witte flatgebouwen en zakenkantoren. Aan de Godefridus- en Sint-Aldegondiskaai zijn de voetpaden ook weer heraangelegd en worden de parkeerplaatsen langs deze kaaien gerenoveerd. De oude voormalige pakhuizen worden omgebouwd tot modernere loften en appartementen. Een meer opmerkelijk projecten is Westkaai-Kattendijkdok met zes woontorens, ontwikkeld door Land Invest Group. De woonhuizen die eerder een kleine waarde hadden zijn aanzienlijk in prijs gestegen. Zoals in vele opkomende wijken is gebeurd zijn de afbraakgronden voor nieuwbouw in de straten sterk in prijs gestegen.
De vroegere havendrukte kwijnde weg door het drukker worden van de noordelijk gelegen en modernere havendokken met zijn laad- en losinstallaties. De oude dokken konden de groter wordende schepen met meer laadcapaciteit niet meer aan en werden voortaan stille dokken voor opliggende schepen en lichters op ligdagen.
De toeristische en horecasectoren hebben deze bedrijvigheid overgenomen.
Voor de Oosterweelverbinding, het project voor het vervolledigen van de R1, was fel gecontesteerd omdat de Lange Wapperbrug op 500 m van het Eilandje zou worden gebouwd.